# Repussar al torn

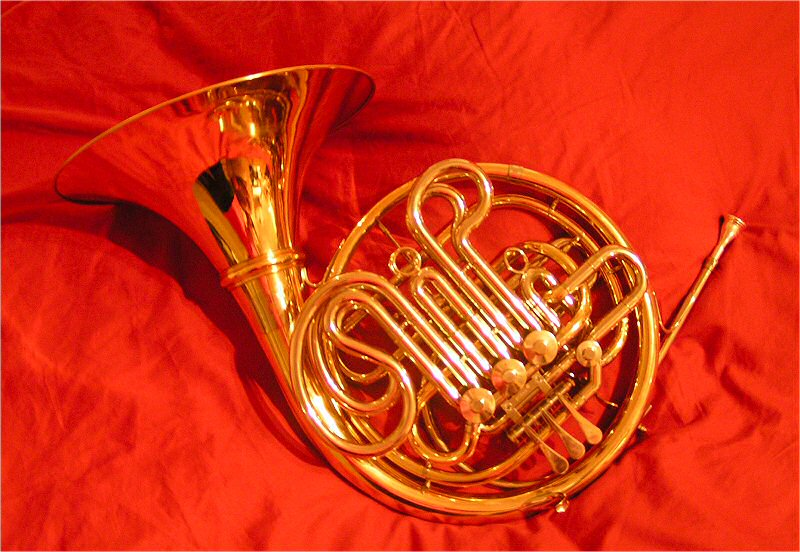
Trompa. El pavelló d'aquest instrument acostuma a fabricar-se per repussat a partir d'una xapa plana i circular.

El repussat al torn és un sistema de conformació de les xapes metàl·liques en un torn, deformant-les manualment mitjançant eines adequades contra un model o matriu.
Les formes que es poden obtenir a partir d'una xapa plana són molt variades mantenint una simetria circular.

## Vídeos
El procés de repussat es pot entendre millor observant-lo en directe com es practica.
- Vídeo. Repussat d'una xapa.(anglès)
- Vídeo. Repussat.(anglès)
- Vídeo. Repussat d'una xapa de coure circular a una peça cilíndrica.(francès)